# Rada Českého rozhlasu
Rada Českého rozhlasu je podle zákona o Českém rozhlasu orgánem, jímž se uplatňuje právo veřejnosti na kontrolu tvorby a šíření programů Českého rozhlasu. Rada není součástí organizační struktury Českého rozhlasu, odpovědná je Poslanecké sněmovně. Jedná se o jednu ze čtyř mediálních rad, které v Česku působí.
Rada mj. odvolává a jmenuje generálního ředitele Českého rozhlasu a na jeho návrh ředitele jednotlivých rozhlasových studií. Schvaluje rozpočet a závěrečný účet Českého rozhlasu, kontroluje jeho plnění, schvaluje Statut Českého rozhlasu, rozhoduje o zřizování nebo zrušení rozhlasových studií nebo schvaluje dlouhodobé plány programového, technického a ekonomického rozvoje Českého rozhlasu.

## Členové Rady Českého rozhlasu
Rada má devět členů, které do funkce na návrh spolků a jiných organizací představujících různé kulturní, sociální a jiné zájmy volí Poslanecká sněmovna. Členové jsou voleni na funkční období 6 let, přičemž každé 2 roky je volena jedna třetina členů. Je možná i opakovaná volba, ne však na více než dvě funkční období jdoucí po sobě.
Členy Rady ČRo jsou:
- Ondřej Matouš, členem od 29. 9. 2020, předsedou od 18. 1. 2023
- Marek Pokorný, členem od 27. 3. 2020, místopředsedou od 17. 4. 2024
- Jaroslav Šebek, členem od 24. 3. 2022, místopředsedou od 25. 6. 2025
- Jiří Dohnal, členem od 12. 1. 2023
- Oldřich Vágner, členem od 23. 2. 2023
- Miroslav Bobek, členem od 1. 3. 2024
- Zbigniew Czendlik, členem od 28. 3. 2025

### Předsedové Rady Českého rozhlasu
- Richard Seemann (1. 4. 1999 – 29. 6. 2004)
- Michal Prokop (30. 6. 2004 – 26. 2. 2006)
- Jiří Florian (3. 5. 2006 – 25. 2. 2010)
- Dana Jaklová (28. 4. 2010[3] – 16. 3. 2012)
- Tomáš Ratiborský (26. 4. 2012 – 19. 3. 2014)
- Michal Stehlík (14. 5. 2014 – 25. 11. 2015[4])
- Petr Šafařík (25. 11. 2015 – 31. 3. 2016)
- Hana Dohnálková (27. 4. 2016 – 26. 3. 2020)
- Miroslav Dittrich (30. 9. 2020 – 18. 1. 2023)
- Ondřej Matouš (od 18. 1. 2023)